# Залізний міст (Англія)
Залізний міст, або Чавунний міст (англ. The Iron Bridge) — міст через річку Северн в улоговині Айронбридж, біля села Айронбридж у англійському графстві Шропшир. Побудований у 1775—1779 роках. Є першим мостом у світі, зробленим з металу (чавуну) і до того ж найбільша металева споруда своєї епохи. На виробництво деталей мосту було витрачено 378 т чавуну. У XVIII столітті чавун був ще дорогим матеріалом для того, щоб його використовували для будівництва таких великих споруд. Однак, після побудови нової доменної печі неподалік від річки Северн, ціни на чавун в регіоні знизилися і місцеві інженери і архітектори взялися вирішити давню проблему з переправою через річку у цьому місці.

## Історія будівництва
Промисловість, що зростала на території міст Колбрукдейл і Брослі потребувала надійної переправи через річку.

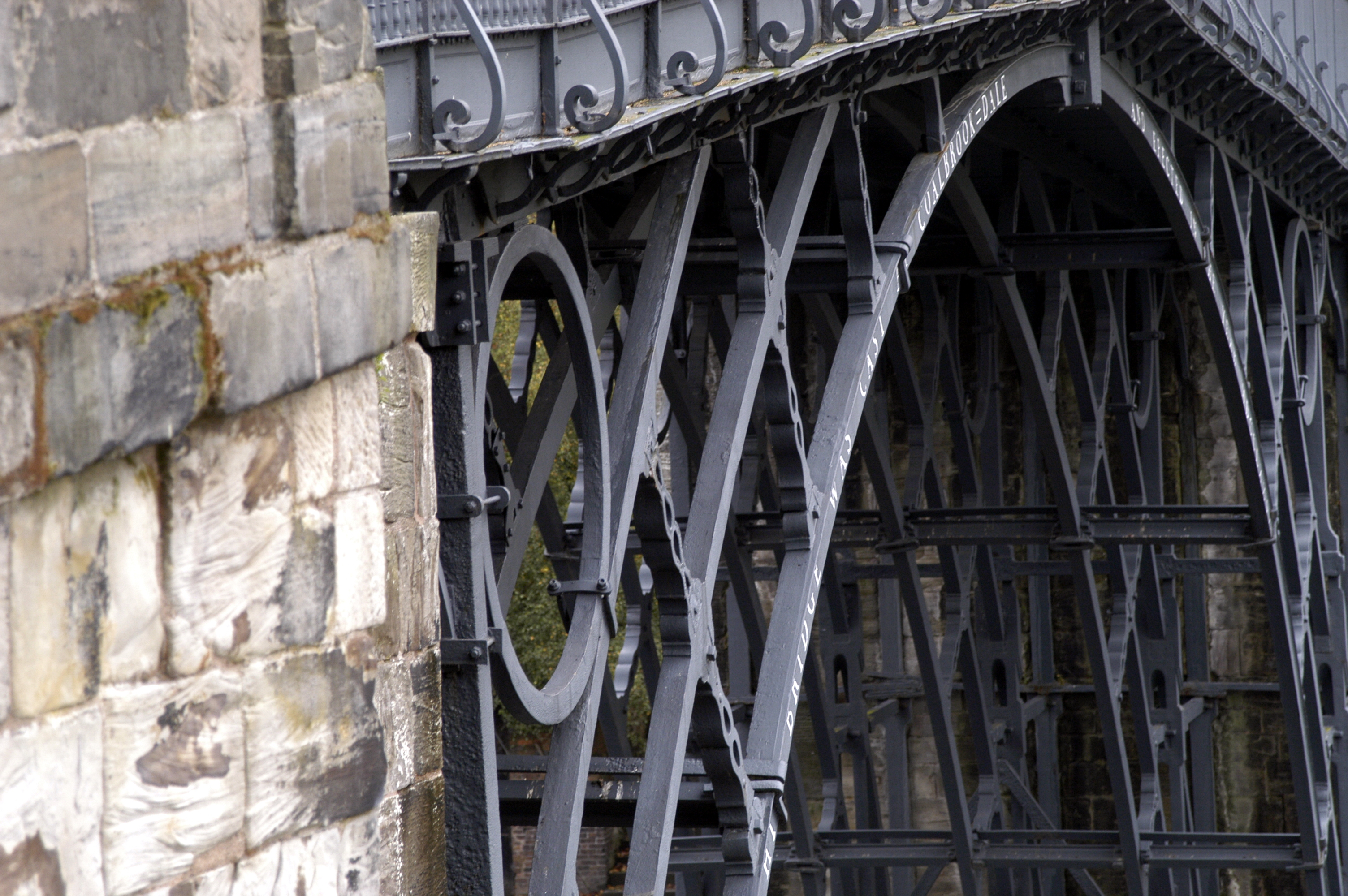
Залізний міст

1773 року місцевий архітектор Томас Фарнолльз Прітчард запропонував заводчику Джону Уілкінсону з міста Брослі побудувати залізний міст через річку Северн. 1775 року він закінчив роботи над проектом мосту і Абрагам Дербі III, хазяїн заводу у місті Колбрукдейл, був уповноважений вилити деталі конструкції мосту і побудувати міст.
На це було виділено 3200 фунтів і Дербі погодився. Хоча передбачалося, що знадобиться 300 т заліза (вартістю 7 фунтів за тону) урешті-решт було використано 379 т, що коштували Дербі і його компанії близько 3000 фунтів. Крім того, витрати пішли на кам'яні роботи і на складання мосту, отже проект виявився значно дорожчим аніж передбачалося відразу. Дербі поніс більшу частину витрат і мав через це борги на все своє подальше життя.
Це був перший міст такого роду, він не мав аналогів і архітектори ще не мали досвіду у будівництві таких мостів і для зведення цього мосту був обраний принцип, прийнятий у будівництві дерев'яних мостів. Кожний елемент каркаса був вилитий окремо і потім всі ці елементи були об'єднані поміж собою так, як це було прийнято у дерев'яному будівництві.
Міст було споруджено влітку 1779 року, всього за три місяці. Однак, будівництво дороги до мосту тривало ще понад рік і він був відкритий для використання на Новий Рік 1 січня 1781 року.

## Ремонти
Вже через кілька років після спорудження мосту у кам'яних стоянах почали з'являтися тріщини, спричинені рухом ґрунтів. Проти де-яких тріщин були вжиті заходи — вони були закріплені стяжками, але інші були залишені. Близько 1802 року південний кам'яний стоян зруйнувався і був замінений тимчасовою дерев'яною аркою, яка потім була замінена залізною аркою. Досвід будівництва мосту був переосмислений і при будівництві інших мостів використовували набагато менше металу.
Сьогодні у металоконструкціях мосту налічується до 70 тріщин, однак він і досі знаходиться у експлуатації.

## Поселення Айронбрідж
Неподалік від моста незабаром виникло поселення Айронбрідж, що в перекладі з англійської означає Залізний Міст. Цьому сприяли туризм і постійний рух через міст.
Сьогодні Айронбрідж є одним з 21 британських символів.

## Сучасність
Міст було остаточно закрито для транспортних засобів 1934 року, але пішохідний рух було залишено і з пішоходів бралися грошові збори до 1950 року, коли власність мосту перейшла Раді графства Шропшир. Сьогодні він є власністю Телфорд і Рекін міської ради.
Улоговина Айрон-Брідж, у якій знаходяться Залізний Міст і селище Айронбрідж, є популярним об'єктом для туристів і занесена у список Світової спадщини ЮНЕСКО.

## Галерея

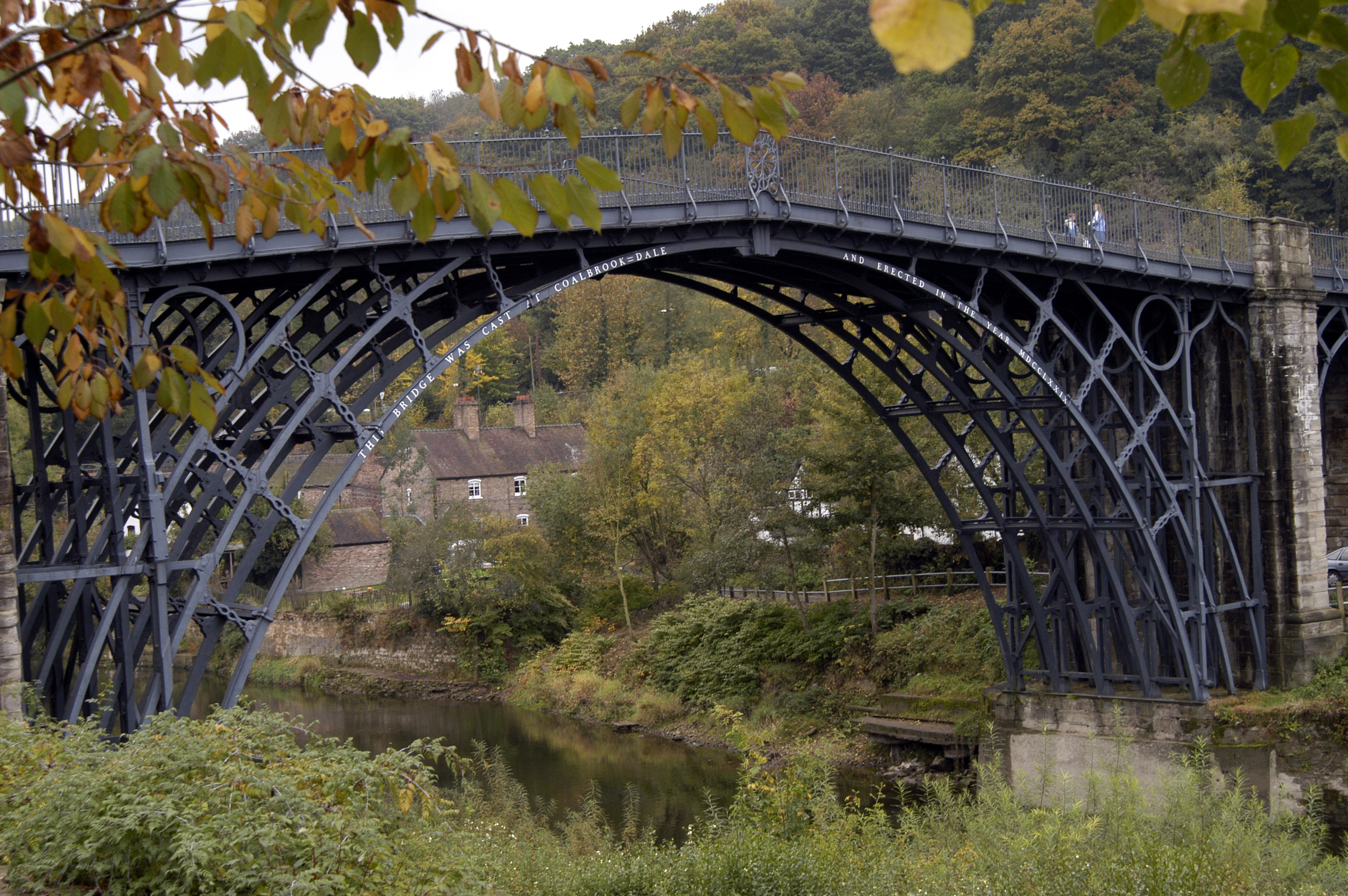
Залізний міст
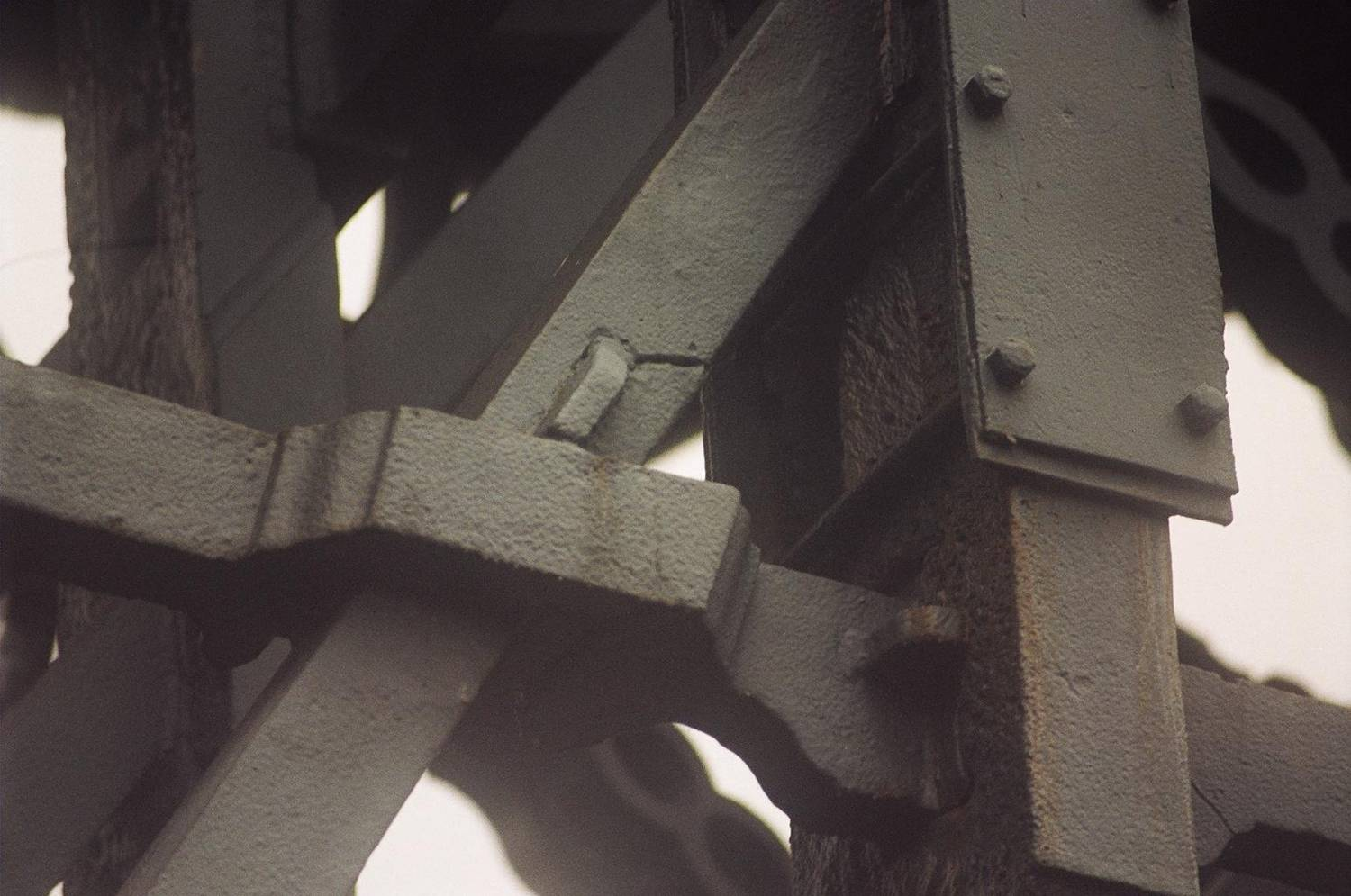
Тріщина на мосту
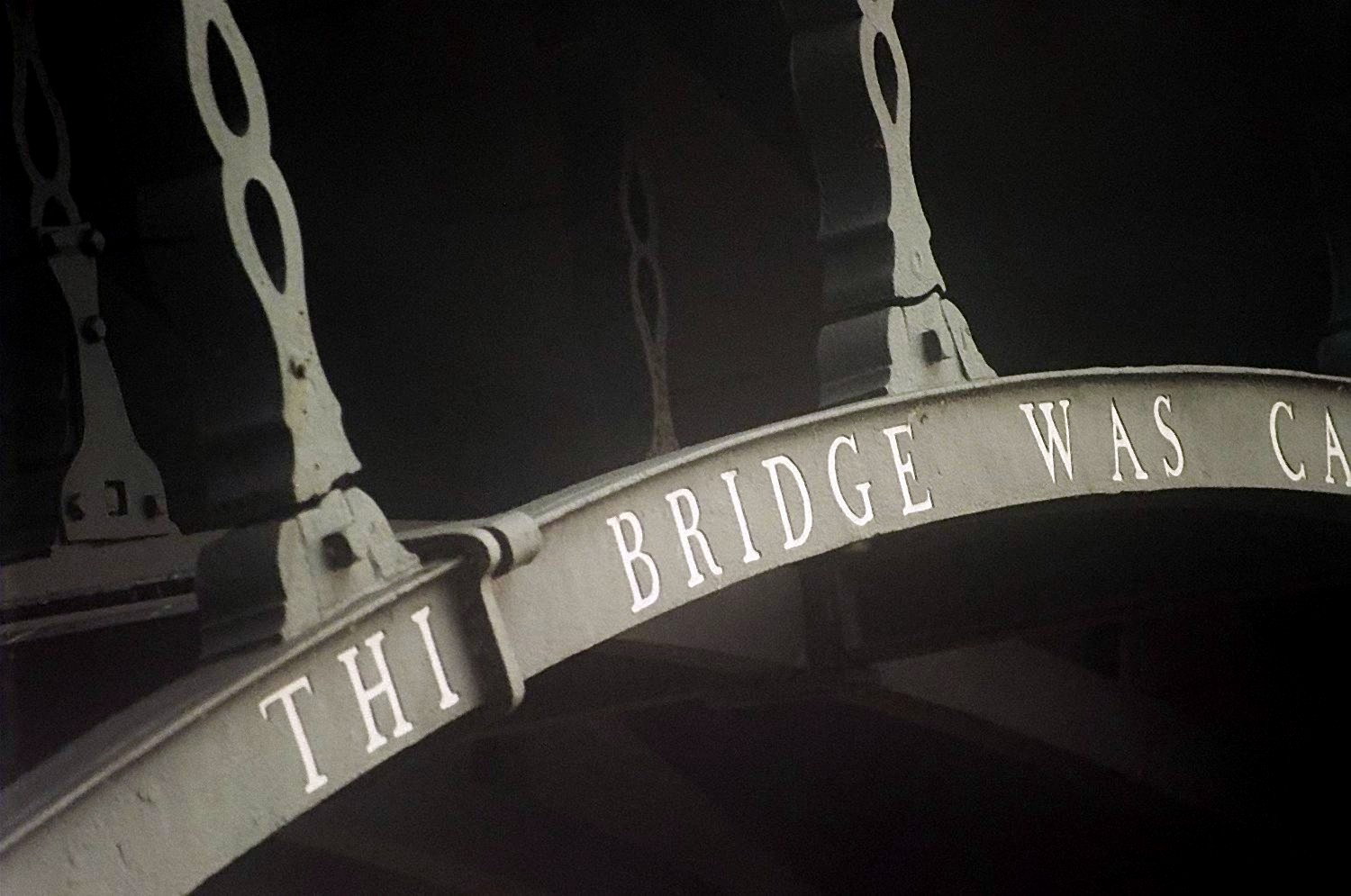
Тріснуті опори
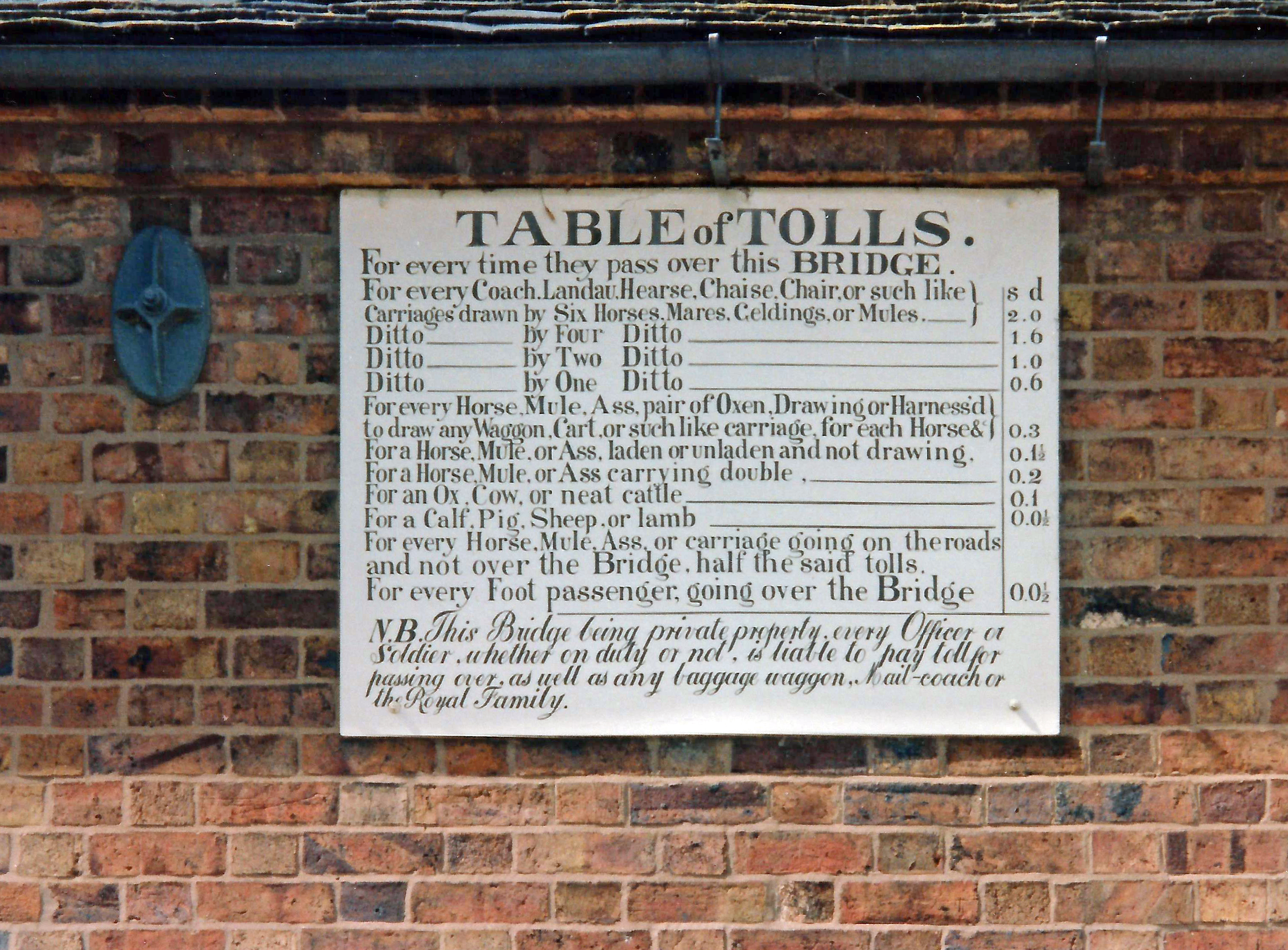
Список зборів за користування мостом
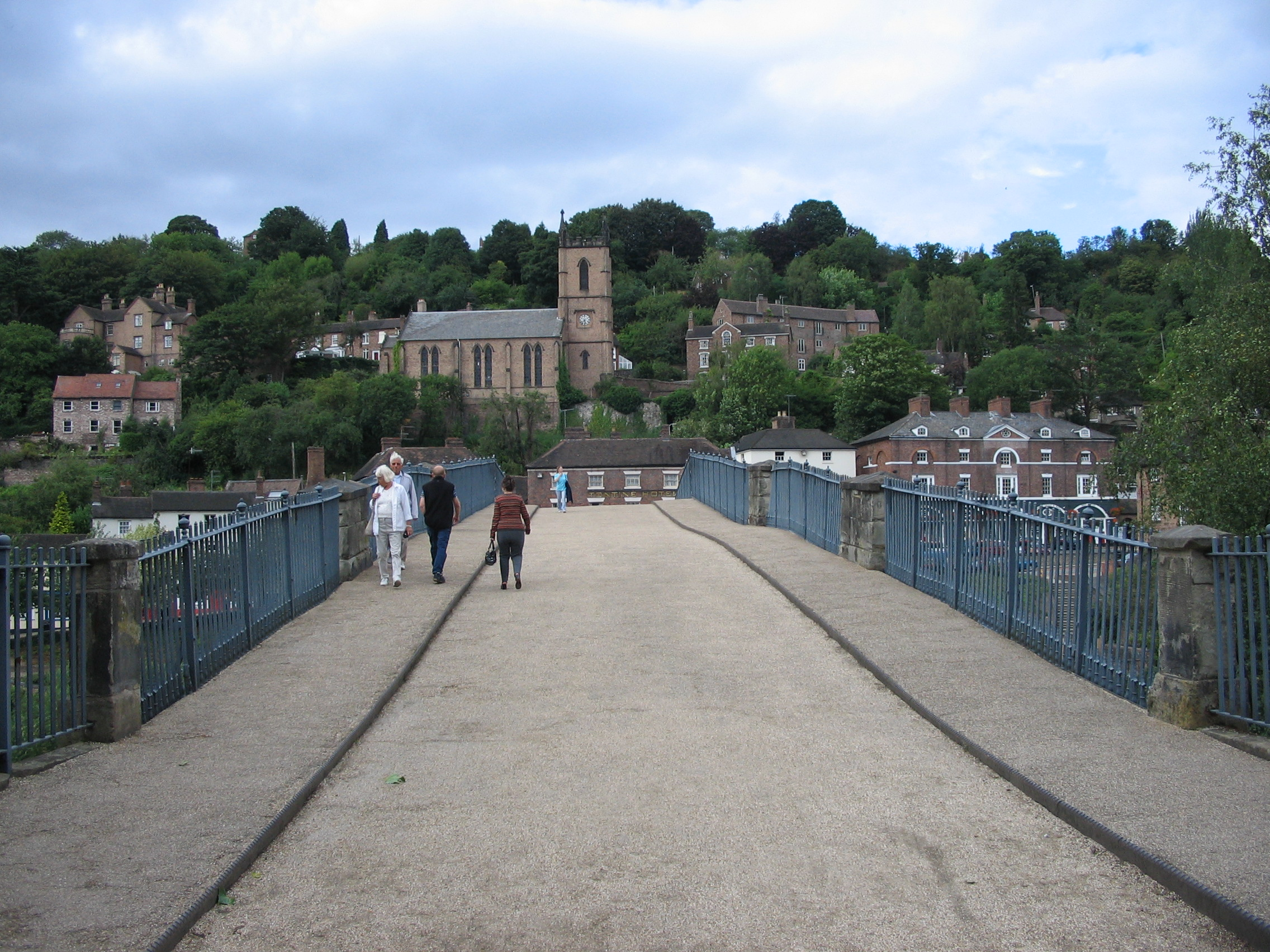
Пішоходи на Залізному Мості. На дальньому плані видно село Айронбрідж
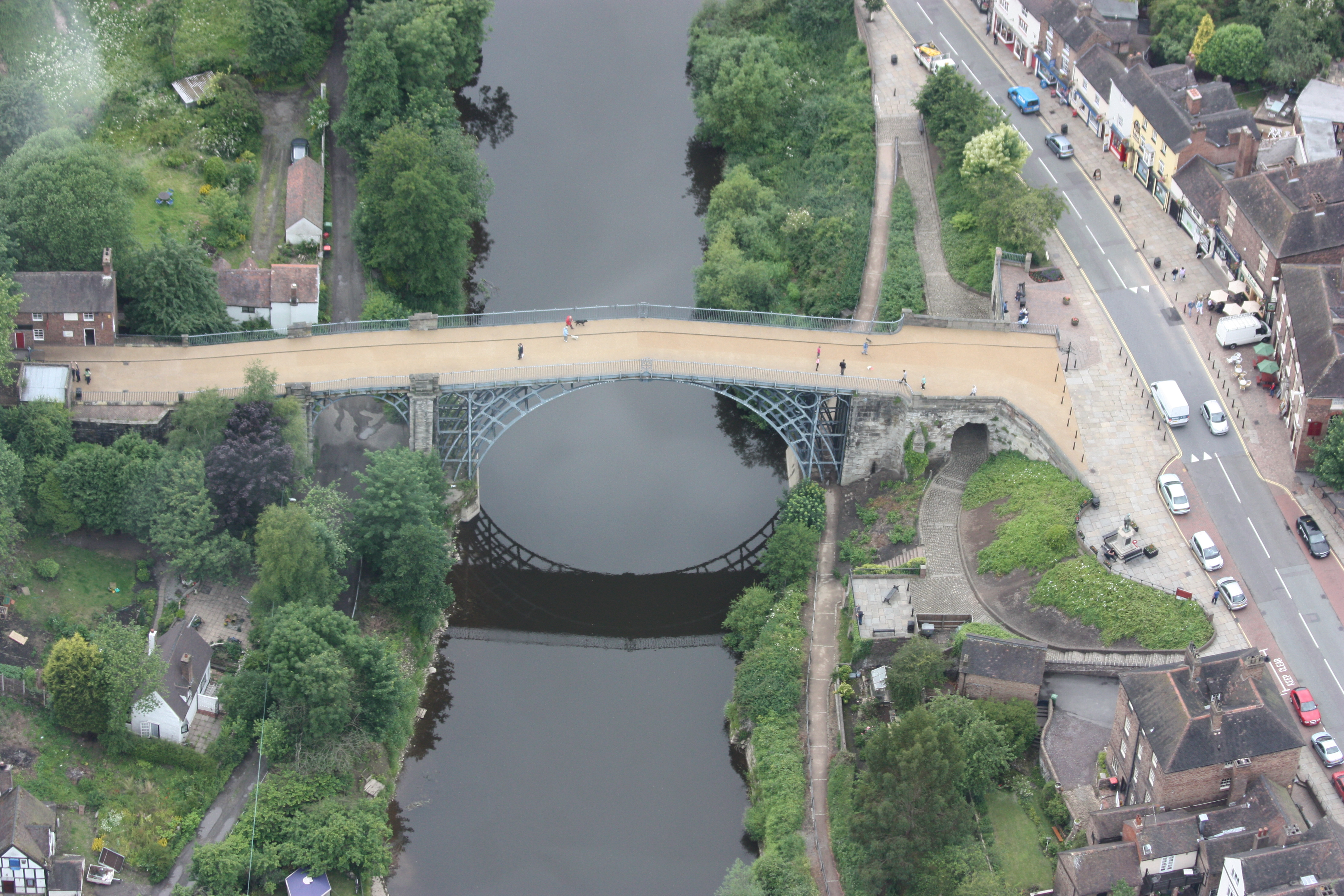
Залізний міст. Вид згори.